# Дучимінська Ольга Василівна
Ольга-Олександра Василівна Решетилович, у шлюбі Дучимінська (8 червня 1883, с. Миколаїв, нині Пустомитівського району Львівської области — 24 вересня 1988, м. Івано-Франківськ) — українська письменниця, поетеса, літературний критик, перекладачка (з чеської, німецької, російської), журналістка, народна вчителька, культурно-освітня діячка, одна з активних організаторок жіночого руху в Галичині, дослідниця фольклору, етнографії та мистецтва Гуцульщини й Бойківщини. Співробітниця журналу «Жіноча Доля». Діячка ОУН під псевдо «Ірма Остапівна», жертва сталінських репресій.
Сучасниця і знайома Івана Франка, приятелька Ольги Кобилянської, Наталії Кобринської, Іванни Блажкевич, Олени Кисілевської, Олени Кульчицької, Богдана Лепкого, Олександра Олеся, Михайла Яцківа, Дениса Лукіяновича, Олекси Новаківського, Івана Огієнка, Софії Русової, Ірини Вільде, Наталени Королеви, Станіслава Вінценза, Єжи Єнджеєвича, Осипа Маковея, Соломії Крушельницької, Петра Обаля, Гната Мартинця, Антіна Лотоцького, Миколи Угрина-Безгрішного.

## Життєпис

### Ранні роки
Ольга-Олександра Решетилович народилася першою дитиною 8 червня 1883 року в селі Миколаєві Бібрського повіту (нині Пустомитівського району Львівської області) в сім'ї директора школи Василя Решетиловича і Броніслави, до шлюбу Литвин. Молодші сестри Ярослава та Северина невдовзі після народження померли від дизентерії (наразі називають шигельозом).
1887 року батька перевели працювати вчителем у село Лопушна того ж Бібрського повіту. 1888-го у народилась сестра Володимира. 1892 року сім'я перебралася до села Хороброва Сокальського повіту, куди батько був скерований на роботу, а 1894-го в село Кунин Жовківського повіту.
Початкову освіту Ольга отримала вдома. Продовжувала навчання в п'ятому класі жіночої виділової школи в місті Станиславові. Закінчити навчання тут не вдалося, бо 1897 року помер батько, якого вона дуже любила.
Як напівсироту завдяки опіці маминого брата, катехита станиславівських шкіл Йосипа-Мар'яна Литвина, Ольгу влаштували у школу сестер-василіянок у Яворові, де вона закінчила восьмий клас. Тут вона почала займатися літературною творчістю. Ще в школі, прочитавши деякі твори Ольги Кобилянської, відважилася висловити про них свої думки у листі до «буковинської орлиці».
1899 Ольга поїхала до Перемишля, де продовжила навчання на вчительському семінарі, який закінчила 1902 року.
Ольга Решетилович захоплювалася письмом. Прагнула стати вчителькою, самовіддано служити народові: «Я так гаряче бажала бути вчителькою! (Навіть Христос був тільки вчителем). […] Я хотіла бути вчителькою, і то не тільки в школі, але й поза школою, займатися дітворою, цікавитися селом — народом (заповіт мого батька) і працювати для них».

### Вчительська праця
1902 року Ольга Решетилович стала вчителькою і працювала на педагогічній ниві майже 30 років у різних населених пунктах нинішніх Львівської та Івано-Франківської областей: у селі Залозах Жовківського повіту (1902—1903), Бутинах Сокальського (1903—1904), Лисовичах (1904—1905), Задеревачі (1905—1906), Тяпчому (1906—1919, 1925—1930), Ценяві (1919—1925) Долинського повітів.
У с. Кунин 1905 року одружилася з Петром Дучимінським, який вчителював у різних школах Жовківського повіту. У березні того ж року їх послали на роботу в Задеревач, а потім у Тяпче Долинського повіту. У цей період народила двох синів, які дуже рано померли. 8 липня 1908 народила доньку Оксану. 1914 року чоловік пішов на фронт. Пізніше як член Української галицької армії виїхав і не повернувся. Жив і помер у Чехословаччині.

### Літературна робота

Дучимінська О. В. Чую… молитву Землі (1996)

Літературну діяльність Олена Решетилович почала в 16 років, коли з'явилися її перші поезії. Тоді познайомилася з Іваном Франком, який допоміг їй увійти у великий світ літератури.
Дебютувала як поетеса 1905 року, коли у львівській газеті «Діло» під псевдонімом «Ірма Остапівна» було видрукувано її поезію «Послідні звуки». Пізніше «Літературно-науковий вісник» (Львів) надрукував «Іронію долі!».
1911 року вийшла перша (і єдина за життя поетеси) збірока із п'ятнадцяти віршів Ірми Остапівни «Китиця незабудьків». Збірку уклав і написав передмову до неї Микола Венгжин. Книжечка дістала схвальні відгуки критиків О. Коваленка у Києві, І. Нечуя-Левицького в Катеринославі, Н. Кобринської, С. Чарнецького і В. Ющишина у Львові.
Ольга Дучимінська володіла шістьма мовами: українською, польською, німецькою, російською, чеською, французькою (у такій послідовності подавала знання мов сама письменниця) і перекладала з чеської, німецької, російської.

### Феміністична діяльність
Ольга Решетилович-Дучимінська відома як феміністка. Жіночий рух захопив її з першого року вчительської праці. У 1906 р. познайомилася з Наталією Кобринською, яку вважала своєю духовною матір'ю. Кобринській присвятила новелу «Сніг» та низку літературознавчих статей: «Жіночий рух у Західній Україні», «Тернистим шляхом», «Борець за долю жінок», які друкувались у виданнях Варшави 1967, 1968, 1970 рр.
Тривала дружба єднала Дучимінську з Ольгою Кобилянською. Присвятила їй новели «Співачка» (1927), «Сумний Христос» (1927), «Дзвони» (1917), спогад «Мої розмови з Кобилянською» (1937). 1963 року написала спогади «Поранкова душа».
Ольга Дучимінська належала до тієї ж когорти жінок-письменниць, що й Уляна Кравченко, Віра Лебедова (Костянтина Малицька), Ольга Рошкевич, Олена Кисілевська, Ольга Ціпановська. З Кобринською і Малицькою 1912 року започаткувала видання в Коломиї «Жіночої бібліотеки», у якому пропагувалися найкращі зразки світової літератури.
Провадила активну громадську діяльність серед галицького жіноцтва, особливо сільського. По селах організовувала так звані жіночі курси, на яких навчала жінок читати і писати, економно вести господарство, допомогти хворому. Ця праця принесла їй визнання і популярність у Галичині 30-х років.
Після 1939-го Ольга Дучимінська — серед організаторів музею етнографії та художнього промислу у Львові. Їздила у наукові експедиції, збирала матеріали про духовну та матеріальну культуру бойків і гуцулів, досліджує етнографічну діяльність І. Франка, Ф. Колесси.
Кілька разів їздила до Чехії, де її цікавив жіночий рух. Тут виголошувала реферати з життя українського жіноцтва. В цей час написала ряд статей та досліджень про народні звичаї, збирала матеріал про духовну й матеріальну культуру гуцулів і бойків, готувала до друку кілька монографій, але ця робота залишилась незавершеною.
Друкувалася під різними псевдонімами й криптонімами (Барвінок Олег, Лучинська Ольга, Ольга Д., Остапівна Ірма, Поважна, Поважна О., Рута, Рута О., О. Д., О. Д-ка) у різних виданнях: часописи «Бджола», «Дажбог», «Діло», «Жіноча доля», «Жіноча воля», «Літературно-науковий вісник», «Мета», «Народна справа», «Наш світ», «Нова хата», «Новий час», «Нові шляхи», «Рідна школа», «Самостійна думка», «Час», «Шляхи» (до Другої світової війни), журнал «Наша страна» (1939—1941), «Львівські вісті», «Наші дні» (1941—1944), журнал «Радянський Львів», газета «Вільна Україна» (1945—1949).

### Діяльність в ОУН
Водомо, що Ольга Дучимінська була діячкою ОУН під псевдо «Ірма Остапівна». Працювала у державному апараті ЗУНР (1918—1919).

### Арешт і заслання
1949 рік Олена Дучимінська зустріла в розпалі творчої роботи.
23 листопада 1949 року 66-річну Дучимінську заарештували, нібито у справі замаху на Ярослава Галана. Два роки, які тривало слідство, перебувала у в'язниці. 25–26 травня 1951 року її судив військовий трибунал. Вирок — 25 років таборів за статтями 54-1а та 54-11 Карного кодексу УРСР.
Багато знущань зазнала в сибірських спецтаборах ГУЛАГу. За клаптик паперу та олівець передбачався карцер. Тому складені в таборі вірші Дучимінської вивчали напам'ять і разом із звільненими вони потрапляли на волю.
Після смерті Сталіна, 19 червня 1956 року, справа Ольги Дучимінської була переглянута. Строк скоротився до 10 років. 19 грудня 1958 року напівжива 75-річна Ольга Дучимінська вийшла на волю. Деякий час самотньо жила у Львові, не маючи свого місця. Тихо переносила періодичні безпідставні образи преси, яка навішувала на неї всякі ярлики.

### Після звільнення

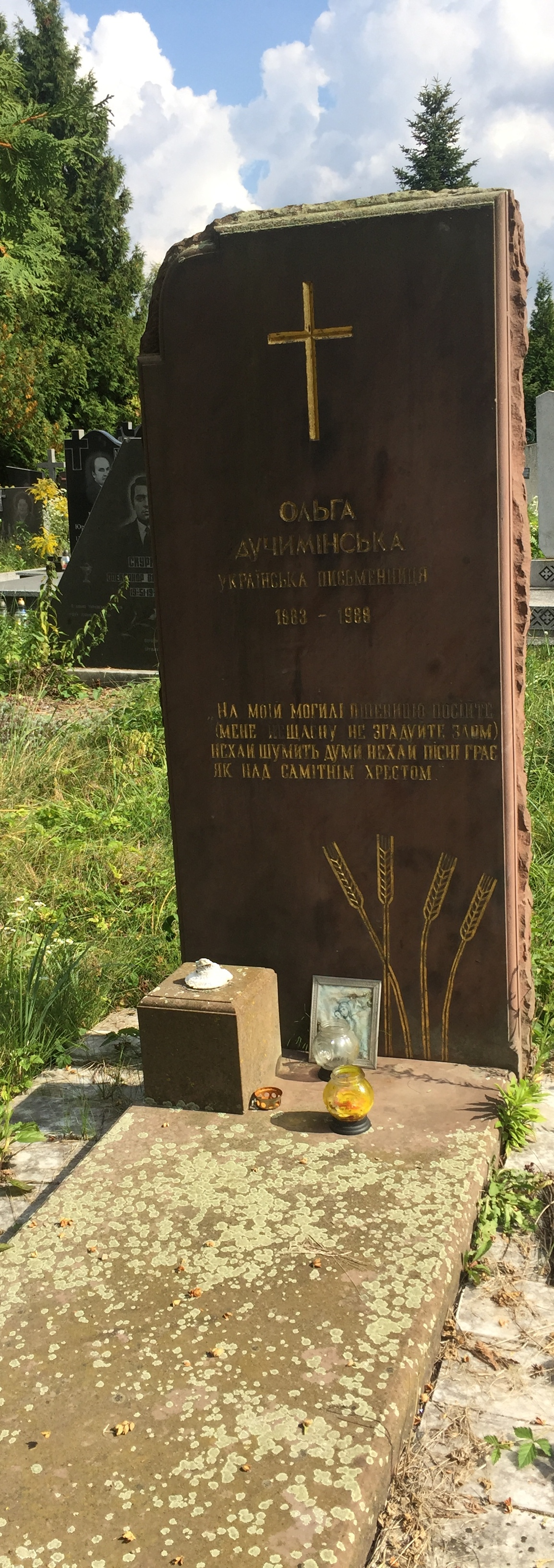
Могила Ольги Дучимінської, Міське кладовище Чукалівки

На повернення додому була накладена заборона. До Львова приїхала нелегально восени 1959 року. Її прихистила у себе Ірина Вільде. Згодом їй вдалось приписатись у Самборі в Ірини Турчан — родички Катрі Гриневичевої. Після Самбора Дучимінська знайшла притулок у Чернівцях у родині Ольги Кобилянської, чи, як сама казала, «у паньства Панчуків».
Після звільнення друкувалася рідко, лише в коломийській газеті «Червоний прапор» і варшавських українських виданнях («Український календар 1967 року», «Наше слово»).
4 грудня 1972 року померла в Мюнхені дочка Оксана Дучимінська-Мигул. Похована на українському кладовищі в Баунд-Бруку, Нью-Джерсі, США.
Наприкінці життя (1977—1988) проживала у Мирослави Антонович — двоюрідної сестри Степана Бандери, яка опікувалась нею до смерти, оточила її любов'ю і родинним теплом, хоч була цілком чужою їй людиною. Але цькування тривали і тут. Постійно погрожували виселити, не прописували. Мізерну пенсію нарахували аж у Самборі — по неї їздила М. Антонович.
В останні роки мріяла віднайти всі друковані та рукописні вірші і видати збірку поезій.
24 вересня 1988 року, на 106-му році життя Ольга Решетилович-Дучимінська померла. Похована на цвинтарі в Чукалівці, біля Івано-Франківська.
За період її творчості (1905—1988) окремими виданнями вийшли, на жаль, лише поетична збірка «Китиця незабудьків», нарис «Наталія Кобринська як феміністка» і невелика повість «Еті».
Реабілітована лише посмертно в 1992 році.

## Пам'ять
Громада села Тяпче та педагогічний колектив прийняли рішення найменувати школу іменем Ольги Дучимінської. У Львові та Івано-Франківську названо вулиці на честь Ольги Дучимінської.

## Видання
- Збірка віршів «Китиця незабудьків» (1911, вірші з цієї збірки включені в наступну).
- Наталія Кобринська як феміністка (1934)[4].
- Збірка новел «Сумний Христос» [Архівовано 15 липня 2014 у Wayback Machine.] (1992).
- Збірка віршів «Чую… молитву Землі» [Архівовано 15 липня 2014 у Wayback Machine.] (1996).
- Збірка віршів «Вибрані поезії» [Архівовано 19 квітня 2015 у Wayback Machine.] (1996).
- Вибрані твори [Архівовано 2 квітня 2015 у Wayback Machine.] (2014).